# Mary Halvorson

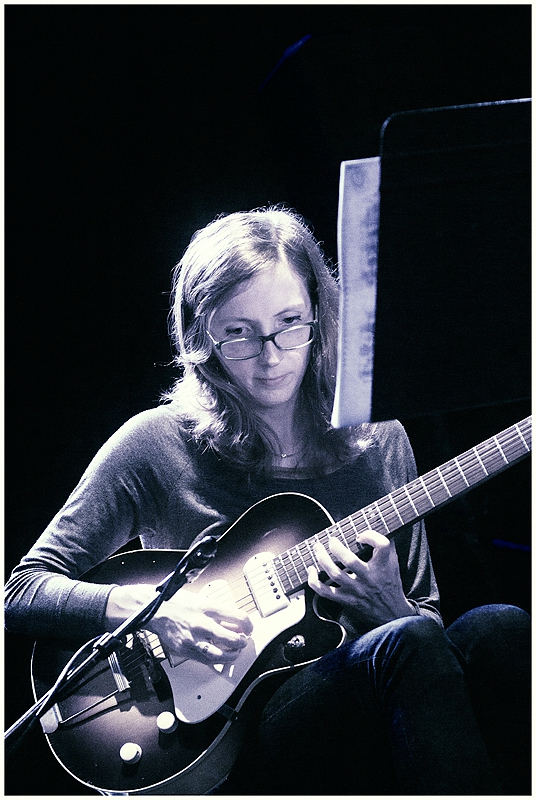
Mary Halvorson w 2014 roku

Mary Halvorson (ur. 1980 w Bostonie) – amerykańska gitarzystka avant-jazzowa, grająca nowoczesną muzykę improwizowaną z pogranicza awangardowego jazzu, muzyki rockowej i noise.

## Życiorys
W 2002 ukończyła Wesleyan University, a po przeprowadzce do Nowego Jorku uczęszczała do New School of Jazz & Contemporary Music, nauczała na uniwersytecie The New School oraz prowadziła warsztaty w Szkole Muzyki Improwizowanej (SIM). W kolejnych latach zrealizowała wiele projektów, w których uczestniczyli między innymi Michael Formanek, Tomas Fujiwara, Jon Irabagon, Ches Smith, Ingrid Laubrock, Jacob Garchik, Susan Alcorn.
Współpracowała z wieloma doświadczonymi muzykami, wśród których znaleźli się Anthony Braxton, Jessica Pavone, Marc Ribot, Taylor Ho Bynum, Tim Berne, Trevor Dunn, Assif Tsahar, Matana Roberts, Ted Reichman, Stephen Haynes, Curtis Hasselbring, Jason Moran, Tony Malaby, Nicole Mitchell, Elliott Sharp, John Tchicai, Sylvie Courvoisier, Ikue Mori, John Zorn.
W listopadzie 2017 wystąpiła we Wrocławiu na 14. Jazztopad Festival.
W 2018 ukazało się jej kolejne nagranie dla Tzadik Records The Maid With The Flaxen Hair – A Tribute To Johnny Smith, na którym wraz z Billem Frisellem oddają hołd gitarzyście Johnny’emu Smithowi.